# Evert Lundquist
Evert Lundquist   (Göteborg, 27 de febrer de 1900 - Göteborg, 19 de febrer de 1979) fou un futbolista suec, que jugava de centrecampista, que va competir durant la dècada de 1920.
El 1924 va prendre part en els Jocs Olímpics de París, on guanyà la medalla de bronze en la competició de futbol. Pel que fa a clubs, defensà els colors del GAIS (1924-1928). Entre 1924 i 1927 jugà 9 partits amb la selecció nacional, en què marcà un gol.